# Trnovo (kommun i Serbiska republiken)
Trnovo är en kommun i Bosnien och Hercegovina.   Den ligger i entiteten Republika Srpska, i den centrala delen av landet, 13 km söder om huvudstaden Sarajevo.